# Jorginho (futebolista, 1968)
Jorge Luiz da Costa Pimentel, mais conhecido por Jorginho (Rio Branco do Sul, 10 de outubro de 1968) é um futebolista de salão brasileiro aposentado.

## Títulos e honrarias
- 1992 - Campeão Copa do Mundo de Futsal[1]
- 1992 - Bola de Ouro Copa do Mundo de Futsal[2].